# Gorgonidium intermedium
Gorgonidium intermedium är en kallaväxtart som först beskrevs av Josef Bogner, och fick sitt nu gällande namn av Eduardo G. Gonçalves. Gorgonidium intermedium ingår i släktet Gorgonidium och familjen kallaväxter.
Artens utbredningsområde är Peru. Inga underarter finns listade.